# Tussentijdse verkiezing
Een tussentijdse verkiezing is een verkiezing die wordt georganiseerd om een opengevallen zetel in een volksvertegenwoordiging, zoals een parlement of ander wetgevend orgaan, te vullen tussen twee algemene verkiezingen in. Een algemene verkiezing wordt georganiseerd na het verstrijken van de zittingsperiode van het wetgevend orgaan om alle zetels te vullen, terwijl een tussentijdse verkiezing wordt georganiseerd om een bepaalde zetel te vullen tijdens de zittingsperiode voor de resterende duur ervan. Een tussentijdse verkiezing moet niet worden verward met een vervroegde verkiezing, waarbij het wetgevend orgaan wordt ontbonden en de zittingsperiode wordt beëindigd.
De aanleiding van een tussentijdse verkiezing is meestal de dood of het terugtreden van een zittend volksvertegenwoordiger. Als een verkiezingsuitslag ongeldig wordt verklaard wegens onregelmatigheden, kan er ook een tussentijdse verkiezing worden georganiseerd. Tussentijdse verkiezingen vinden vooral plaats in landen waar de volksvertegenwoordiging via een districtenstelsel wordt gekozen en waarbij de band tussen het kiesdistrict en de volksvertegenwoordiger van belang is. Dat is het geval in onder andere de Verenigde Staten, de Filipijnen, Frankrijk, Duitsland en landen die onderdeel zijn (geweest) van het Britse Rijk of het Gemenebest (Verenigd Koninkrijk, Canada, Australië, Nieuw-Zeeland, Ierland, India en Pakistan). In Nederland, België en andere landen waar alleen met een kandidatenlijst wordt gewerkt, vinden geen tussentijdse verkiezingen plaats. In plaats daarvan wordt de volgende kandidaat geselecteerd op de lijst van de partij die de opengevallen zetel in handen had.
In de verschillende landen die tussentijdse verkiezingen kennen, staan ze bekend onder verschillende namen. In de Engelstalige wereld wordt doorgaans gesproken van een by-election, maar in de Verenigde Staten en de Filipijnen is er sprake van een special election terwijl in India de term bypoll wordt gebruikt. In Duitsland worden tussentijdse verkiezingen Nachwahl of Ersatzwahl genoemd. Wanneer en op welke manier een tussentijdse verkiezing wordt georganiseerd hangt af van de wijze waarop het districtenstelsel is ingericht. Er wordt onderscheid gemaakt tussen enkelvoudige kiesdistricten, meervoudige kiesdistricten en gemengde systemen waarbij naast een districtenstelsel ook sprake is van een kandidatenlijst.

## Oorsprong
Tussentijdse verkiezingen werden voor het eerst ontwikkeld in de 16e eeuw als procedure om vacante zetels in het Engelse Lagerhuis op te vullen. Thomas Cromwell wordt gezien als de uitvinder ervan. Voorheen werd een zetel vacant gelaten als een Lagerhuislid overleed. Cromwell ontwierp de tussentijdse verkiezing zodanig dat deze door de monarch werd uitgeschreven op een voor hem of haar opportuun moment, zodat er altijd een bondgenoot van de Kroon gekozen kon worden.
Van 1661 tot 1679, tijdens de regeerperiode van Karel II, werden nieuwe leden van het Lagerhuis voornamelijk via tussentijdse verkiezingen gekozen.

## Enkelvoudige kiesdistricten
Tussentijdse verkiezingen worden gehouden in de meeste landen die een volksvertegenwoordiger verkiezen via een enkelvoudig kiesdistrict. Een enkelvoudig kiesdistrict is een kiesdistrict dat één afgevaardige kiest. Als de wet vereist dat een kandidaat met een absolute meerderheid wordt verkozen, wordt er een tweede ronde gehouden indien in de eerste ronde geen enkele kandidaat de meerderheid haalt. De meeste lidstaten van het Gemenebest en Frankrijk verkiezen hun volksvertegenwoordigers via enkelvoudige kiesdistricten en kennen ook tussentijdse verkiezingen.
In de Verenigde Staten worden leden van het Huis van Afgevaardigden ook via enkelvoudige kiesdistricten gekozen en de federale Grondwet vereist dat opengevallen zetels via een special election worden opgevuld (artikel 1, sectie 2, lid 4). De reden dat de tussentijdse verkiezingen special elections worden genoemd, is dat de tussentijdse verkiezingen ook op een andere dag gehouden kunnen worden dan de reguliere Congresverkiezingen (Election Day). De Senaat daarentegen is een vertegenwoordiging van de staten en niet rechtstreeks van het volk en daarom kunnen staten zelf de manier bepalen waarmee een opengevallen zetel wordt opgevuld zoals uiteengezet in het 17e Amendement. Dat kan via een special election zijn, maar dat is niet vereist. Wanneer een special election wordt georganiseerd, worden er ook voorverkiezingen georganiseerd om de kandidaten namens de deelnemende partijen te selecteren.

## Meervoudige kiesdistricten
Wanneer er sprake is van meervoudige kiesdistricten dan wordt er per kiesdistrict meer dan één volksvertegenwoordiger gekozen. Hierdoor is er sprake van (een bepaalde mate van) evenredige vertegenwoordiging. Wanneer een van de zetels van het kiesdistrict openvalt, kan hier op verschillende manieren mee worden omgegaan. Er kan voor de enkele opengevallen zetel een tussentijdse verkiezing georganiseerd worden, maar er kan ook worden gekozen om alle zetels in het kiesdistrict opnieuw te laten verkiezen. In Ierland worden er tussentijdse verkiezingen georganiseerd, ondanks het feit dat er per kiesdistrict meerdere volksvertegenwoordigers worden gekozen via de enkelvoudige overdraagbare stem.
Alternatieven voor het organiseren van een tussentijdse verkiezing zijn:
1. Een volksvertegenwoordiger aanwijzen onder de kandidaten die de oorspronkelijke verkiezing verloren hebben en die ervoor kiezen om mee te doen aan een hertelling. Tasmanië[4] en het Australian Capital Territory[5] gebruiken deze methode om opengevallen zetels te vullen.
2. De zetel vacant laten tot de volgende algemene verkiezingen, vooral wanneer deze spoedig worden gehouden. In Nieuw-Zeeland wordt een zetel vacant gelaten als deze openvalt binnen zes maanden voor een algemene verkiezing.
3. De zetel toewijzen aan een lid van de partij die de opengevallen zetel in handen had. Dit is meestal de volgende kandidaat op een kandidatenlijst.

Voor de verkiezing van de Australische Senaat wordt iedere deelstaat van Australië als apart meervoudig kiesdistrict gezien. Bij het openvallen van een zetel wordt een vervanger benoemd door het parlement van de betreffende deelstaat. Sinds een grondwettelijk amendement uit 1977 moet de vervanger van dezelfde partij zijn als het voormalige lid. Hetzelfde systeem wordt gebruikt voor de hogerhuizen van de deelstaten, met uitzondering van West-Australië. Daar wordt methode 1 van bovenstaande lijst gebruikt met behoud van zetels voor zittende leden.

## Gemengde systemen
Naast zuivere districtenstelsels, zijn er ook systemen die een districtenstelsel combineren met een partijlijst. In dit systeem brengt een kiezer twee stemmen uit: één op een kandidaat in een (enkelvoudig) kiesdistrict en één op een partijlijst. Dit gemengde stelsel combineert de vertegenwoordiging van een kiesdistrict door een volksvertegenwoordiger met een vorm van evenredige vertegenwoordiging. Hoe sterk de evenredige vertegenwoordiging is hangt af van de precieze samenstelling van het stelsel. Landen met een gemengd systeem zijn Duitsland, Nieuw-Zeeland en Schotland. In Schotland en Nieuw-Zeeland worden tussentijdse verkiezingen gehouden als de gekozen vertegenwoordiger van een kiesdistrict sterft of terugtreedt. Als een vertegenwoordiger die vanuit de partijlijst gekozen is sterft of vertrekt, dan komt de eerstvolgende op de kandidatenlijst in aanmerking voor de opengevallen zetel. In Duitsland werden de zetels tot 1953 ook op deze manier opgevuld. Toen werd besloten om een opengevallen zetel op te vullen vanuit de lijst van de partij die de zetel in handen had, vergelijkbaar met de vertegenwoordigers die rechtstreeks vanuit de lijst zijn verkozen. Alleen als er geen sprake is van een lijst om een vervanger aan te kunnen wijzen, bijvoorbeeld wanneer een onafhankelijke kandidaat is gekozen, wordt er een tussentijdse verkiezing (Ersatzwahl) gehouden.

## België
De Kieswet van 1831 stelde dat er binnen de maand een verkiezing moest plaatsvinden bij een vacante functie. Dit was iets anders dan de "tussentijdse" of partiële verkiezingen in de zin van de geschrankte verkiezingen: elke helft van een mandaat werd de helft van dat orgaan vernieuwd (Kamer, Senaat, provincieraden en gemeenteraden).
Sinds de invoering van evenredige vertegenwoordiging met opvolgers, komen in België tussentijdse verkiezingen bijna niet voor. Bij elke verkiezing worden immers ook opvolgers verkozen om later vrijkomende plaatsen in te vullen. Alleen als de hele lijst opvolgers 'uitgeput' is, is er een tussentijdse verkiezing mogelijk. Dat gebeurde voor het parlement voor het laatst in het interbellum:
- 16 mei 1920 door de ongeldigverklaring van de verkiezing van acht socialistische senatoren.
- 11 maart 1928 door overlijden senator Théophile Libbrecht (kieskring Gent-Eeklo).
- 16 september 1928 door overlijden senator Arnold t'Kint de Roodenbeke (kieskring Gent-Eeklo).
- 9 december 1928, de zgn. Bormsverkiezing.
- 14 april 1935 (Kamer, kieskring Brussel), uitgelokt door Paul-Henri Spaak: hij nam ontslag samen met al zijn opvolgers en won zijn zetel terug.
- 11 april 1937 (Kamer, kieskring Brussel), uitgelokt door Léon Degrelle: Rexist Alfred Olivier nam ontslag met al zijn opvolgers en Degrelle stelde zich kandidaat maar hij verloor van eerste minister Paul van Zeeland.

Op 13 december 2015 was een tussentijdse verkiezing voor 13 van de 15 zetels in de gemeenteraad van Linkebeek nadat de Franstalige raadsleden collectief ontslag hadden genomen als protest tegen de benoeming van oppositieraadslid Eric De Bruycker tot burgemeester.